# Испанцы в Великобритании
Испанцы в Великобритании — люди испанского происхождения, проживающие в Соединённом Королевстве Великобритании и Северной Ирландии. Они могут быть гражданами Великобритании или иммигрантами без гражданства.

## История
Испанцы начали мигрировать на нынешнюю территорию Соединенного Королевства ещё со времен Средневековья. Испанская и английская знать и короли неоднократно вступали в брак, ярким примером которого является брак короля Англии Эдуарда I и Элеоноры Кастильской, родителей короля Эдуарда II. В 1501 году Екатерина Арагонская приехала в Лондон в возрасте 15 лет. После ранней смерти первого мужа она стала первой женой Генриха VIII. Их дочь Мария Тюдор попыталась вновь ввести католицизм в качестве государственной религии во время своего правления и вышла замуж за Филиппа II Испанского. Обе женщины оказали влияние на королевский двор, принеся с собой испанскую культуру.

## Демография
Перепись населения Великобритании 2001 года зафиксировала 54 482 человека испанского происхождения, 54 105 из них были резидентами Британии (исключая Северную Ирландию). Эквивалентная цифра по переписи 1991 года составляла 38 606 человек. Районами с наибольшим числом жителей испанского происхождения в 2001 году были Кенсингтон, Риджентс-Парк и Челси, которые располагаются в западном Лондоне. Перепись населения Великобритании 2011 года зафиксировала 77 554 жителя испанского происхождения в Англии, 1630 в Уэльсе, 4908 в Шотландии и 703 человека в Северной Ирландии. Согласно статистике Национального Института Статистики Испании, количество испанских граждан, зарегистрированных в испанском консульстве в Великобритании, составляло 102 498 человек по состоянию на 1 января 2016 года. Управление национальной статистики оценивает, что испанцев Великобритании было 164000 в 2020 году.

## Экономика
Согласно анализу, проведенному Институтом исследований государственной политики, 71,22 % испанских иммигрантов в Великобритании трудоспособного возраста имеют работу, в отличие от безработных или неактивных (включая студентов), по сравнению с 73,49 % тех испанцев, которые родились в Великобритании. 15,05 % испанских иммигрантов имеют низкий доход, то есть зарабатывают менее 149,20 фунтов стерлингов в неделю (по сравнению с 21,08 % тех, кто родился в Великобритании), и 2,15 % имеют высокий доход, зарабатывая более 750 фунтов стерлингов в неделю (по сравнению с 6,98 % родившихся в Великобритании). Среди осевших иммигрантов, родившихся в Испании, 71,48 % имеют работу, из них 23,44 % низкооплачиваемую и 7,81 % высокооплачиваемую.

## Образование
В Лондоне есть школа испанского языка Instituto Español Vicente Cañada Blanch, находящаяся в ведении Министерства образования Испании.